# Tshering Chhoden
Tshering Chhoden (ur. 6 lipca 1980) – bhutańska łuczniczka, dwukrotna olimpijka.
Wzięła udział w Letnich Igrzyskach Olimpijskich 2000 w Sydney, gdzie odpadła w rundzie wstępnej. Cztery lata później uczestniczyła w Letnich Igrzyskach Olimpijskich 2004 w Atenach, gdzie zajęła 32. miejsce.